# Ураган Дня труда
Урага́н Дня труда (англ. Labor Day hurricane) или Ураган Три (англ. Hurricane Three) — чрезвычайно мощный тропический циклон, который обрушился на юго-восточное побережье Соединённых Штатов Америки 2 сентября 1935 года. Считался самым интенсивным атлантическим ураганом за всю историю наблюдений до урагана «Гилберт» 1988 года. Получил название по Дню труда, отмечавшемуся в тот год 2 сентября, когда ураган привёл к наибольшим жертвам. В результате него погибло по меньшей мере 485 человек, включая около 260 ветеранов Первой мировой войны, строивших участок шоссе «Оверсиз Хайвей». Ураган Дня труда был первым известным ураганом категории 5 по шкале ураганов Саффира — Симпсона, зарегистрированным в Соединённых Штатах.

## Метеорологическая история
Ураган Дня труда был самым интенсивным ураганом, когда-либо зарегистрированным в Атлантике до урагана Гилберт, и имел самое низкое из когда-либо зарегистрированных в Соединённых Штатах давление на уровне моря — центральное давление 892 мбар (26,35 дюйма рт. ст.; 669,29 мм рт. ст.) — при интенсивности от 162 до 164 узлов (186 и 189 миль/ч). Несколько компенсирующие эффекты медленной (7 узлов, 8,1 миль/ч) скорости движения вместе с чрезвычайно малым радиусом максимального ветра (5 миль/ч, 9,3 миль) привели к анализируемой интенсивности на месте выхода на сушу в 160 узлов (184,1 миль/ч; 296,3 км/ч).
Общее количество осадков составляет 16,7 дюймов (420 мм) в Истоне, штат Мэриленд, и 13,4 дюймов (340 мм) в Атлантик-Сити, штат Нью-Джерси.
Шторм продолжался в Северном Атлантическом океане, где 10 сентября он рассеялся у южной части Гренландии после слияния с циклоном внетропического происхождения.